# E-カドヘリン
E-カドヘリン（epithelial cadherin）またはカドヘリン1（cadherin-1, CDH1）、CD324は、ヒトではCDH1遺伝子にコードされるタンパク質である。APC/Cの活性化タンパク質にもCdh1と呼ばれるものがあるが、そのヒトホモログはFZR1遺伝子にコードされるものであり、これとは無関係である。CDH1はがん抑制遺伝子であり、CDH1の変異は胃がん、乳がん、大腸がん、甲状腺がん、卵巣がんと関連している。

## 歴史
細胞接着タンパク質カドヘリンの発見は竹市雅俊の業績である。竹市の接着上皮細胞に関する研究は1966年に始まった。彼の名古屋大学での研究はもともとはニワトリ胚における水晶体の分化に関するものであり、網膜細胞がどのように水晶体線維の分化を調節しているかの研究であった。竹市は神経網膜細胞を培養した培地を収集し、そこへ水晶体上皮細胞を懸濁すると、この培地に懸濁した細胞では通常の培地と比較して接着が遅れることを発見した。細胞接着に興味を持った竹市は、タンパク質やマグネシウム、カルシウムの存在下など、他の条件下での接着の研究を行った。1970年時点ではこうしたイオンが細胞接着に果たす役割はほとんど理解されておらず、細胞接着におけるカルシウムの役割を発見した竹市の業績は非常に革新的なものであった。
続いて竹市は、E-カドヘリンをはじめとする複数のカドヘリンタンパク質を発見した。F9細胞で免疫化したラットを用いて、ECCD1と呼ばれるマウス抗体を作製した。この抗体は細胞接着活性を遮断し、また抗原とカルシウム依存的に相互作用することを示した。そして、ECCD1はさまざまな上皮細胞と反応することが発見され、ECCD1の標的となっているタンパク質はE-カドヘリンと命名された。

## 機能
E-カドヘリンは、カドヘリンスーパーファミリーの古典的メンバーである。カルシウム依存的な細胞間接着糖タンパク質であり、5つの細胞外カドヘリンリピート、膜貫通領域、そして高度に保存された細胞質テールから構成される。E-カドヘリンをコードするCDH1遺伝子の変異は、胃がん、乳がん、大腸がん、甲状腺がん、卵巣がんと関連している。E-カドヘリンの機能喪失は、増殖、浸潤、または転移を高めることでがんのプログレッションに寄与していると考えられている。このタンパク質の細胞外ドメインは細菌が哺乳類細胞へ接着する過程も媒介しており、細胞質ドメインはそのインターナリゼーションに必要となる。
E-カドヘリンはカドヘリンファミリーの中で最もよく研究されているメンバーであり、アドヘレンスジャンクションにおいて必須の役割を果たしている膜貫通タンパク質である。アドヘレンスジャンクションはE-カドヘリンに加えて、p120-カテニン、β-カテニン、α-カテニンといった細胞内構成要素から構成される。これらのタンパク質がともに機能することで上皮組織は安定化され、また細胞間の物質交換が調節されている。E-カドヘリンの構造は、5つのカドヘリンリンピート（EC1からEC5）からなる細胞外ドメイン、1つの膜貫通ドメイン、そして高度にリン酸化された細胞内ドメインから構成される。細胞内ドメインはβ-カテニンの結合に重要であり、そのためE-カドヘリンの機能に重要となる。β-カテニンはα-カテニンを結合する。α-カテニンはアクチンを含む細胞骨格フィラメントの調節に関与している。上皮細胞では、E-カドヘリンが含まれる細胞間結合部位は、アクチンフィラメントと近接していることが多い。

哺乳類の発生過程において、E-カドヘリンは2細胞期に初めて発現し、8細胞期にはリン酸化されて細胞のコンパクションを引き起こす。多くの動物において、E-カドヘリンによって媒介される細胞間相互作用は胞胚の形成に重要な役割を果たしている。

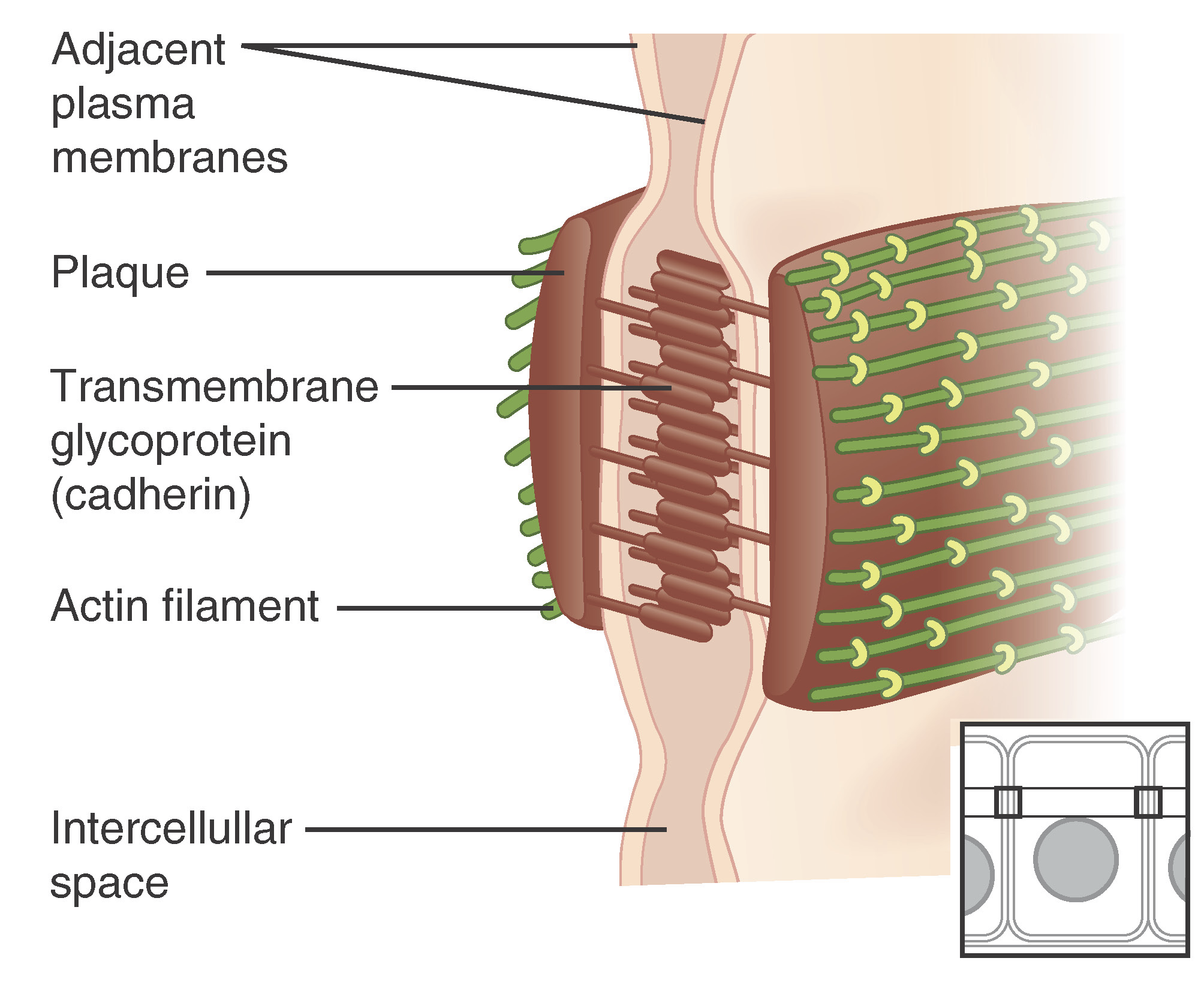
隣接する上皮細胞間では、E-カドヘリンの相互作用を介して機械的情報が伝達される。アクチンフィラメントは、α-カテニンやビンキュリンなどいくつかのアドヘレンスジャンクションタンパク質と結合している。これらのタンパク質やE-カドヘリンの活性によって、あるアクトミオシン系から他のアクトミオシン系へ張力刺激を発揮することが可能となり、組織の協働的挙動が可能となっている。

### 細胞周期
E-カドヘリンは細胞接着依存的な増殖阻害を媒介することが知られており、接触阻害とHippo経路を介して細胞周期からの脱出を開始する。E-カドヘリンによる接着は成長シグナルを阻害し、転写因子YAPを核から搬出するキナーゼカスケードを開始する。逆に、細胞密度を低下させたり（細胞間接着の低下）、またはE-カドヘリンを強い張力下に置いて機械的伸展力を加えることで、細胞周期の進行とYAPの核内局在が促進される。

### 上皮芽形成時の細胞選別
E-カドヘリンは、上皮芽の形成時など、上皮の形態形成や分枝形成に関与していることが知られている。上皮の分枝形成は、唾液腺や膵芽のような組織が機能的表面を最大化するための重要な特徴である。適切な成長因子と細胞外マトリックスによって組織の分枝形成を誘導できることが発見されているが、その機構は単層上皮と重層上皮とでは異なっているようである。
単層上皮の分枝は、一例として気道では平滑筋細胞などによる近傍での機械的影響によって生じ、上皮シートに曲がりが生じる。重層上皮の場合には、組織シートの柔軟性を可能にする内部空間（内腔など）が存在しないため、同じような形で刺激への応答を行うことはできない。重層上皮では、上皮芽は上皮細胞のクラスターに割れ目が生じること（clefting）によって形成されているようである。唾液腺での研究では、まず新たな細胞は表面に一様に分布することで芽が拡大し、表面の細胞が複製して娘細胞を生み続けると表面から内部へ移動が生じることが示されている。この動きはE-カドヘリンの勾配によって維持されており、表面の細胞はE-カドヘリンの発現レベルが低く、内部の細胞は高い。こうしたシステムによって内部の細胞間の相互作用は高まり、運動性が制限されてより静的な状態となり、同時に表面細胞は比較的制限のない状態となる。こうしたE-カドヘリンの勾配は組織層内での細胞選別に重要である一方で、芽の形成は細胞とマトリックスとの間の相互作用にも依存していることが示されている。カドヘリンの発現レベルが低い細胞は表面に蓄積して基底膜に強力に接着することで、表面領域の拡大や折りたたみに伴って上皮に割れ目が生じたり出芽したりといった過程が生じる。コラゲナーゼなどによって基底膜の構造が破壊されると、E-カドヘリンの発現レベルが低い細胞は相互作用するべきバリア構造が存在しなくなるため、表面由来の娘細胞が表面にとどまって出芽を開始することはできなくなり、異常な分枝構造が形成される。コラゲナーゼが除去されて基底膜が修復されると、正常な出芽構造が再構築される。 

### 原腸形成時の細胞選別
E-カドヘリンの接着性は、原腸形成時の胚葉の組織化に重要な役割を果たしている可能性が示唆されている。原腸形成は脊椎動物の発生の根幹をなす段階であり、外胚葉、中胚葉、内胚葉の3つの一次胚葉が決定される段階である。細胞接着はこれら胚葉の前駆細胞の選別過程と関係しており、外胚葉は最も接着性が低く、中胚葉と内胚葉は同程度の接着性である。培地からのカルシウムの除去や、そしてE-カドヘリンの機能不全によってより強力に、一次胚葉の接着は損なわれる。前駆細胞の接着性を調べた実験では、中胚葉や内胚葉の細胞では外胚葉の細胞よりもE-カドヘリンが高濃度であることが明らかにされている。接着は原腸形成に関与する因子の1つである一方で、細胞皮質の張力も細胞選別を駆動する因子となっていることが示されている。アクチン脱重合分子やミオシンII阻害剤によって細胞皮質のアクトミオシン構造を破壊すると、張力の均衡が崩れ、細胞選別は阻害される。細胞選別過程はエネルギー最小化によって駆動されている可能性が高く、細胞間相互作用面での張力と細胞培地間相互作用面での張力の双方に依存している。細胞間相互作用面での張力は細胞皮質の張力からこの相互作用面での接着力を差し引いたものであり、細胞培地間相互作用面での張力は細胞皮質の張力のみによって決定される。張力と接着力は、異なる胚葉間での固有の相互作用を可能にし、適切な細胞選別を可能にしている。

### 細胞移動
細胞移動は、多細胞組織の構築と維持に重要である。形態形成には、原腸形成時の上皮シートの移動、神経堤細胞の移動、側線原基の移動など、多数の細胞移動イベントが関与している。胚の背側表面で最初に内部移行を開始する細胞集団は軸の伸長をもたらし、後部脊索前板後部や脊索の前駆細胞に指示を与える。この過程における細胞の移動方向の決定は追随する細胞集団が形成する突起に依存しており、この突起によって先導細胞集団が適切な方向へ移動するよう誘導されている。
E-カドヘリンは、中内胚葉の動物極への移動の指示など、細胞集団のダイナミクスに活発な役割を果たしている。E-カドヘリンの遺伝子ノックダウンによって細胞突起はランダムな方向に形成されるようになり、その結果、細胞移動はランダムで統制のとれたものではなくなる。先導細胞集団と追随細胞集団でのノックダウンはどちらも方向性の喪失を引き起こし、またE-カドヘリンを再発現することでレスキューされる。E-カドヘリンによって細胞間で伝達されている情報は、細胞骨格の張力に固有の方向情報であり、細胞外の接着能力のみを回復するだけではノックダウンによって喪失した方向性のレスキューには不十分である。レスキューにはE-カドヘリンの細胞内ドメインによるメカノトランスダクション特性が必要不可欠であり、このドメインはα-カテニンやビンキュリンとともに張力のメカノセンシングを可能にしている。メカノセンシングによってどのようにアクチンに富む突起に対して指示が行われているのか、その正確な機構は未解明であるが、PI3Kの活性調節が関与していることが示唆されている。

#### 力の伝達
アドヘレンスジャンクションでは隣接細胞間で同種タンパク質間での二量体が形成されており、また細胞内のタンパク質複合体はアクトミオシン骨格と相互作用している。p120-カテニンはE-カドヘリンの膜局在を制御し、β-カテニンとα-カテニンはアドヘレンスジャンクションと細胞骨格との連結を担っている。β-カテニンが結合している際にアドヘレンスジャンクションが引っ張り力を受けた場合、α-カテニンとF-アクチンとの間の相互作用が強化される（catch bond相互作用と呼ばれる）。これは、これまでアクセスできない状態であったα-カテニン内のアクチン結合部位が露出することによるものである。また、ビンキュリンのα-カテニンへの結合は、Mena/VASPなどのタンパク質のリクルートのほか、タンパク質複合体とアクチンとの新たな結合をもたらす役割を果たしている。アドヘレンスジャンクションを介して隣接細胞間でアクトミオシンネットワークが協働することで、形態形成時の収縮性のような細胞の集団的活動が可能となる。こうしたネットワークは応力下で組織の完全性を維持するために適している。またE-カドヘリンは、細胞の移動、成長、再編成に影響を与える細胞応答や転写活性化因子とも関係している。

#### 作用機序
E-カドヘリンは多数の経路を介して環境との相互作用を行う。E-カドヘリンが関与している細胞移動機構の1つとして、cryptic lamellipodiaと呼ばれるラメリポディア構造を介した組織シートの移動がある。Rac1とそのエフェクターはこの構造の先導端でアクチン重合を開始させる作用を果たし、細胞の端部で力を生み出して前方への移動を可能にしている。先導細胞集団がラメリポディア構造を伸長すると、追随細胞集団も突起を伸ばして組織シートがどこへ移動しているかに関する情報を収集する。細胞の移動は、細胞の前方でのRac1、そして後方でのRhoを介した接着による極性化状態の形成に依存している。細胞接触部位からのマーリンの放出は、機械化学的なシグナル伝達因子として作用することで移動の一部を媒介している。マーリンは細胞結合部位の皮質に局在しており、移動時に一部が皮質から放出されて細胞質へ再局在し、Rac1の活性化を調整する。マーリンの活性は他の経路によっても調節されており、円周状アクチン帯（circumferential actin belt）はマーリンの核外搬出やE-カドヘリンとの相互作用を抑制する。

## 相互作用
E-カドヘリン（CDH1）は次に挙げる因子と相互作用することが示されている。  
- CBLL1（英語版）[44]
- CDC27（英語版）[45]
- CDH3（英語版）[46]
- C-Met[47]
- CTNND1（英語版）[48]
- CTNNB1[49]
- CTNNA1（英語版）[50]
- FOXM1[51]
- HDAC1（英語版）[52]
- HDAC2（英語版）[52]
- IQGAP1（英語版）[53]
- FYN[54]
- NEDD9（英語版）[55]
- PTPRM（英語版）[56][57]
- PTPRT（英語版）[58]
- プラコグロビン[59]
- ビンキュリン[60]

## 臨床的意義

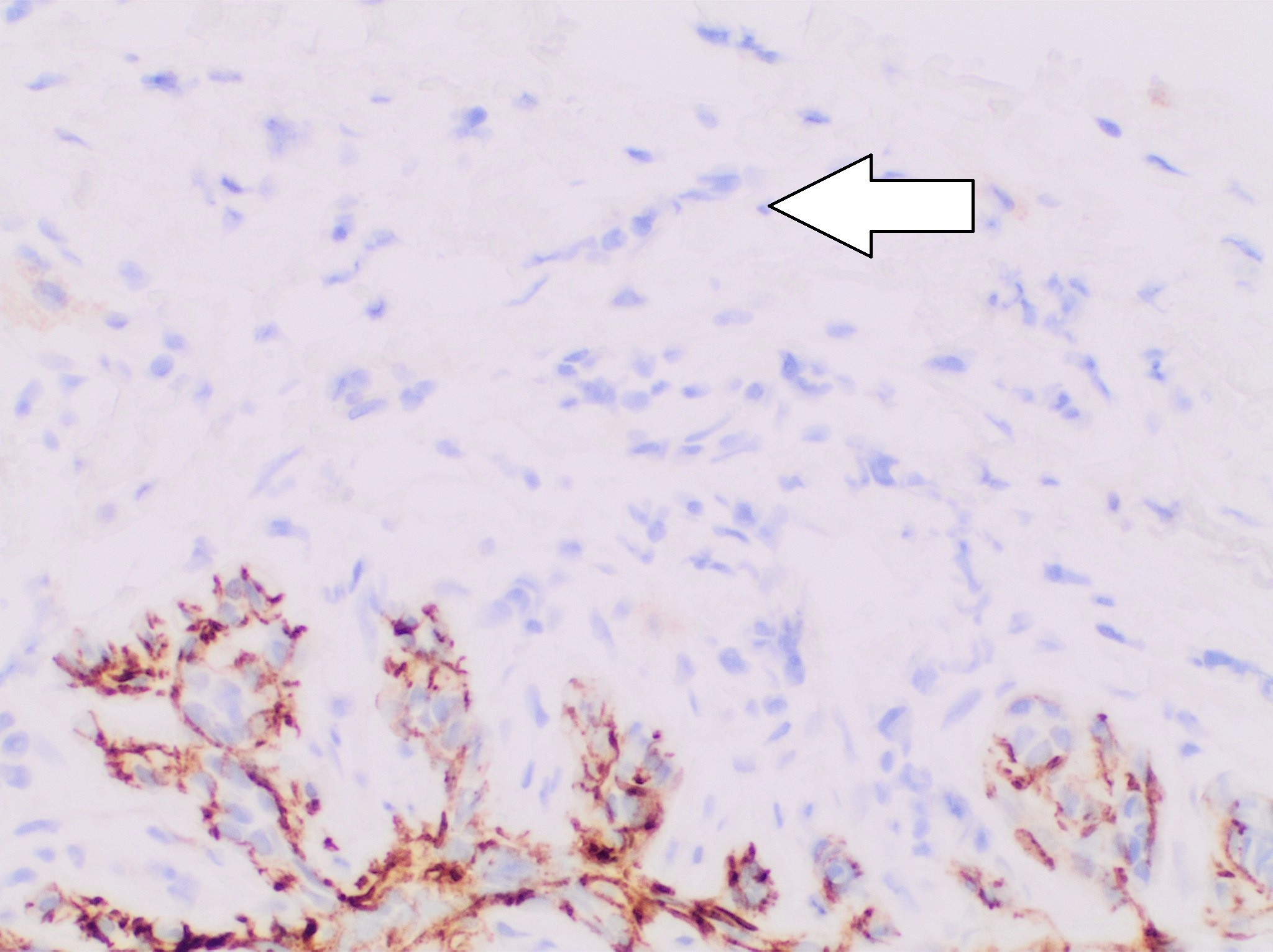
浸潤性小葉癌におけるE-カドヘリンの免疫染色。浸潤腫瘍細胞での発現喪失が示されている（白矢印）。

E-カドヘリンの機能または発現の喪失は、がんのプログレッションや転移への関与していることが示唆されている。E-カドヘリンのダウンレギュレーションによって組織内の細胞接着の強度が低下し、細胞の運動性が増大する。その結果、がん細胞は基底膜を通過し、周囲組織への浸潤が可能となっている可能性がある。また、E-カドヘリンはさまざまな種類の乳がんの病理学的診断にも利用される。免疫組織学的には、E-カドヘリンの発現は浸潤性乳管癌と比較して浸潤性乳腺小葉癌の大部分で顕著に低下もしくは欠如している。
また頭蓋顔面の発生において、頭蓋縫合の閉鎖時にはE-カドヘリンとN-カドヘリンの時空間的発現は緊密に調節されている。

## がん

### 転移
上皮-間葉間の転換は、胚発生やがんの転移において重要な役割を果たしている。上皮間葉転換（EMT）や間葉上皮転換（MET）においては、E-カドヘリン発現レベルの変化が生じる。E-カドヘリンは、非浸潤性乳腺小葉癌においては浸潤の抑制因子、そして古典的ながん抑制因子として作用している。

### 上皮間葉転換
E-カドヘリンは上皮細胞間を緊密につなぎとめている細胞間接着タンパク質の1つである。また、E-カドヘリンの細胞質テールは、β-カテニンを細胞膜へ隔離している。そのため、E-カドヘリンの発現喪失によってβ-カテニンの細胞質への放出が引き起こされる。遊離したβ-カテニン分子は核へ移行し、EMTを誘導する転写因子の発現を開始する可能性がある。受容体型チロシンキナーゼの恒常的活性化など他の機構とともに、E-カドヘリンの喪失はがん細胞を間葉系状態へ誘導し、転移を引き起こす場合がある。このように、E-カドヘリンはEMTにおける重要なスイッチとなっている。

### 間葉上皮転換
間葉系状態のがん細胞は新たな部位へ移動し、特定の好ましい微小環境下でMETを引き起こす可能性がある。がん細胞は移動した新たな部位で分化上皮細胞の特徴を認識し、E-カドヘリンをアップレギュレーションする場合がある。こうしたがん細胞は再び細胞間接着を形成し、上皮様状態へと戻ることができる。

### がんにおけるE-カドヘリンの変化の例
- CDH1遺伝子の遺伝性不活化変異は、遺伝性びまん性胃癌（英語版）（HDGC）と関連している。この変異を抱えている人のHDGCの生涯罹患リスクは最大70%であり、女性では乳腺小葉癌の生涯罹患リスクも最大60%である[66]。
- 野生型アレルの喪失を伴うCDH1の不活性化は、乳腺小葉癌の56%でみられる[67][68]。
- CDH1の不活性化はびまん性胃癌の50%でみられる[69]。
- E-カドヘリンタンパク質の発現の完全な喪失は、乳腺小葉癌の84%でみられる[70]。

### 遺伝的またはエピジェネティックな制御
SNAI1、SNAI2、ZEB1、ZEB2、TWIST1などいくつかのタンパク質がE-カドヘリンの発現をダウンレギュレーションすることが知られている。AML1、p300、HNF3などはE-カドヘリンの発現をアップレギュレーションする。
E-カドヘリンのエピジェネティックな調節の研究のため、27種類のヒト乳腺細胞株のゲノムワイド発現解析が行われている。この研究では、それぞれ線維芽細胞様、上皮細胞様の表現型を示す2つの主なクラスターへの分類が行われている。線維芽細胞様表現型を示すクラスターではCDH1のプロモーターは部分的にまたは完全にメチル化されており、一方上皮細胞様表現型を示すクラスターは野生型細胞やCDH1に変異が生じた細胞であった。また、CDH1プロモーターが高メチル化された乳がん細胞株ではEMTが生じる一方で、CDH1が変異によって不活化された乳がん細胞株ではEMTは生じないことも明らかにされた。こうした結果は、E-カドヘリンの喪失がEMTの最初のもしくは主要な原因となっているという仮説とは矛盾するものであり、E-カドヘリン単独での発現喪失よりもはるかに重大な影響を及ぼしている全体的プログラムに付随する現象として、E-カドヘリンの転写不活化が生じていることを示唆している。
転移時にE-カドヘリンのエピジェネティックな調節が行われていることは、他の研究でも示されている。CDH1遺伝子の5'末端のCpGアイランドのメチル化パターンは安定したものではなく、上皮性腫瘍の多くの症例で転移への進行時にE-カドヘリンの一過的喪失が観察される。E-カドヘリンの不均質な発現喪失はCDH1のプロモーター領域の不均質なメチル化パターンを原因とするものである。

## 関連文献
- “Mutations of the human E-cadherin (CDH1) gene”. Human Mutation 12 (4):  226–237. (1998). doi:10.1002/(SICI)1098-1004(1998)12:4<226::AID-HUMU2>3.0.CO;2-D. PMID 9744472.
- “E-cadherin-catenin cell-cell adhesion complex and human cancer”. The British Journal of Surgery 87 (8):  992–1005. (August 2000). doi:10.1046/j.1365-2168.2000.01513.x. hdl:1765/56571. PMID 10931041.
- “The E-cadherin-catenin complex in tumour metastasis: structure, function and regulation”. European Journal of Cancer 36 (13 Spec No):  1607–1620. (August 2000). doi:10.1016/S0959-8049(00)00158-1. PMID 10959047.
- “Polycystin: new aspects of structure, function, and regulation”. Journal of the American Society of Nephrology 12 (4):  834–845. (April 2001). doi:10.1681/ASN.V124834. PMID 11274246.
- “Germline E-cadherin gene mutations: is prophylactic total gastrectomy indicated?”. Cancer 92 (1):  181–187. (July 2001). doi:10.1002/1097-0142(20010701)92:1<181::AID-CNCR1307>3.0.CO;2-J. PMID 11443625.
- “Cadherin switch in tumor progression”. Annals of the New York Academy of Sciences 1014 (1):  155–163. (April 2004). Bibcode: 2004NYASA1014..155H. doi:10.1196/annals.1294.016. PMID 15153430.
- “The ins and outs of E-cadherin trafficking”. Trends in Cell Biology 14 (8):  427–434. (August 2004). doi:10.1016/j.tcb.2004.07.007. PMID 15308209.
- “CDH1 germline mutation in hereditary gastric carcinoma”. World Journal of Gastroenterology 10 (21):  3088–3093. (November 2004). doi:10.3748/wjg.v10.i21.3088. PMC 4611247. PMID 15457549.
- “Regulation of cadherin stability and turnover by p120ctn: implications in disease and cancer”. Seminars in Cell & Developmental Biology 15 (6):  657–663. (December 2004). doi:10.1016/j.semcdb.2004.09.003. PMID 15561585.
- “CDH1 associated gastric cancer: a report of a family and review of the literature”. European Journal of Surgical Oncology 31 (3):  259–264. (April 2005). doi:10.1016/j.ejso.2004.12.010. PMID 15780560.
- “Role and expression patterns of E-cadherin in head and neck squamous cell carcinoma (HNSCC)”. Journal of Experimental & Clinical Cancer Research 25 (1):  5–14. (March 2006). PMID 16761612.
- “In the first extracellular domain of E-cadherin, heterophilic interactions, but not the conserved His-Ala-Val motif, are required for adhesion”. The Journal of Biological Chemistry 277 (42):  39609–39616. (October 2002). doi:10.1074/jbc.M201256200. PMID 12154084.